# Miroslav Virius
Miroslav Virius (* 14. října 1953, Kutná Hora) je český autor publikací o programování a vysokoškolský učitel.

## Biografie
Miroslav Virius je absolventem oboru Matematické inženýrství na Fakultě jaderné a fyzikálně inženýrské na ČVUT v Praze, kde také přednáší. Je kandidátem fyzikálně-matematických věd v oboru jaderná a subjaderná fyzika.
V Evropském středisku jaderného výzkumu CERN (Ženeva, Švýcarsko) je zodpovědný za oblast IT (v rámci české skupiny ve fyzikálním experimentu COMPASS). Účastní se také experimentu PHOENIX v Brookhavenské národní laboratoři (New York, USA).

## Ocenění
- Cena rektora ČVUT za skriptum Metoda Monte Carlo (1985)
- Cena nakladatelství Grada Publishing za knihy Objektové programování a Objektové programování 2 (spolu s R. Pecinovským, 1996),
- Tip redakce časopisu Chip (listopad 1997) za 1. vydání knihy „Pasti a propasti jazyka C++“ (Grada Publishing 1997)
- Tip redakce časopisu Chip (říjen 2001) za knihu „Java pro zelenáče“ (Neocortex, Praha 2001).